# Віссаріон III (владика Чорногорії)
Віссаріон III (*Висарион III Бориловић Бајица, д/н — 1692) — митрополит-владика Чорногорії у 1685—1692 роках.

## Життєпис
Походив зі знатної чорногорської родини Бориловичів. Народився у містечку Баїца поблизу Цетинє. Після смерті владики Руфима III новим митрополитом став Василь II. Проте того ж року залишив посаду або помер. Після цього Віссаріона Бориловича було висвячено на митрополити Чорногорського і Приморського сербським патріархом Арсенієм III з Печу.
Віссаріон III брав участь в Морейській війні на боці Венеціанської республіки, що боролася з Османською імперією. У 1685 році підготував загони для боротьби проти османів. 1686 році уклав угоду з Батистом Кальбою, очільником залоги Котору, про спільні дії проти Скутарського санджакбея.
У 1687 році він послав 300 вояків, що брали участь у битві при Херцег-Нові, яке було захоплено. Решта сил чорногорців протистояли каральній експедиції скадарського санджакбея Сулеймана Бушатлі. Того ж року відбив новий наступ санджакбея, об'єднавши 24 чорногорські клани.
Віссаріон III робив подальші спроби зблизитися з Венеційською республікою. У 1688 році загальночорногорська скупщина в Градаці постановила перейти до підданство Венеції.
Помер у 1692 році. Його наступником став Сава I.